# Provinciale Statenverkiezingen 1913
De Provinciale Statenverkiezingen 1913 waren Nederlandse verkiezingen die in juni 1913 werden gehouden voor de leden van Provinciale Staten in elf provincies. In Overijssel en Noord-Brabant werden de verkiezingen gehouden op 10 juni, in Friesland en Limburg op 12 juni en in Drenthe, Gelderland, Groningen, Noord-Holland, Utrecht, Zeeland en Zuid-Holland op 13 juni.
De verkiezingen werden gehouden volgens het districtenstelsel.

## Uitslagen

### Landelijk overzicht
| Zetelverdeling Provinciale Staten      | Zetelverdeling Provinciale Staten | Zetelverdeling Provinciale Staten | Zetelverdeling Provinciale Staten |
| groepering / partij                    | 1910                              | 1913                              | verschil                          |
| -------------------------------------- | --------------------------------- | --------------------------------- | --------------------------------- |
| rechts                                 | 337                               | -                                 |                                   |
| Algemeene Bond van RK-kiesverenigingen | -                                 | 167                               |                                   |
| Anti-Revolutionaire Partij             | -                                 | 105                               |                                   |
| Christelijk-Historische Unie           | -                                 | 35                                |                                   |
| subtotaal                              | 337                               | 307                               | -30                               |
|                                        |                                   |                                   |                                   |
| liberalen                              | 225                               | -                                 |                                   |
| Liberale Unie                          | -                                 | 195                               |                                   |
| Vrijzinnig-Democratische Bond          | -                                 | 42                                |                                   |
| subtotaal                              | 225                               | 237                               | +12                               |
|                                        |                                   |                                   |                                   |
| Sociaal-Democratische Arbeiderspartij  | 27                                | 44                                | +17                               |
| overig                                 | 1                                 | 2                                 | +1                                |
| totaal                                 | 590                               | 590                               | 0                                 |

### Uitslagen per provincie naar partij
| Groningen     | 29  | 1   | 2   | 7  | 6  |    |   | 45  |
| Friesland     | 14  | 2   | 10  | 13 | 3  | 8  |   | 50  |
| Drenthe       | 30  |     |     |    | 5  |    |   | 35  |
| Overijssel    | 18  | 10  | 11  | 4  | 1  | 3  |   | 47  |
| Gelderland    | 22  | 19  | 14  |    | 4  | 3  |   | 62  |
| Utrecht       | 8   | 9   | 13  | 1  | 1  | 8  | 1 | 41  |
| Noord-Holland | 27  | 7   | 9   | 16 | 12 | 6  |   | 77  |
| Zuid-Holland  | 28  | 10  | 29  | 3  | 5  | 7  |   | 82  |
| Zeeland       | 16  | 4   | 16  |    | 5  |    | 1 | 42  |
| Noord-Brabant | 3   | 60  | 1   |    |    |    |   | 64  |
| Limburg       |     | 45  |     |    |    |    |   | 45  |
| totaal        | 195 | 167 | 105 | 44 | 42 | 35 | 2 | 590 |

## Eerste Kamerverkiezingen
De leden van Provinciale Staten kozen op 8 juli 1913 bij Eerste Kamerverkiezingen in negen kiesgroepen 16 nieuwe leden van de Eerste Kamer.
Provinciale Statenverkiezingen zijn daarmee behalve provinciaal ook nationaal van belang.
1910 · 
1913 · 
1916 · 
1919 · 
1923 · 
1927 · 
1931 · 
1935 · 
1939 · 
1946 · 
1950 · 
1954 · 
1958 · 
1962 · 
1966 · 
1970 · 
1974 · 
1978 · 
1982 · 
1985 · 
1987 · 
1991 · 
1995 · 
1999 · 
2003 · 
2007 · 
2011 · 
2015 · 
2019 · 
2023